# Alepo, la ayuda ha llegado
Alepo, la ayuda ha llegado es una pintura al óleo creada en 2019 por el pintor español Augusto Ferrer-Dalmau, está dedicada a la situación civil posterior a la batalla de Alepo. Se encuentra en el Museo Central de las Fuerzas Armadas de Rusia.

## Historia

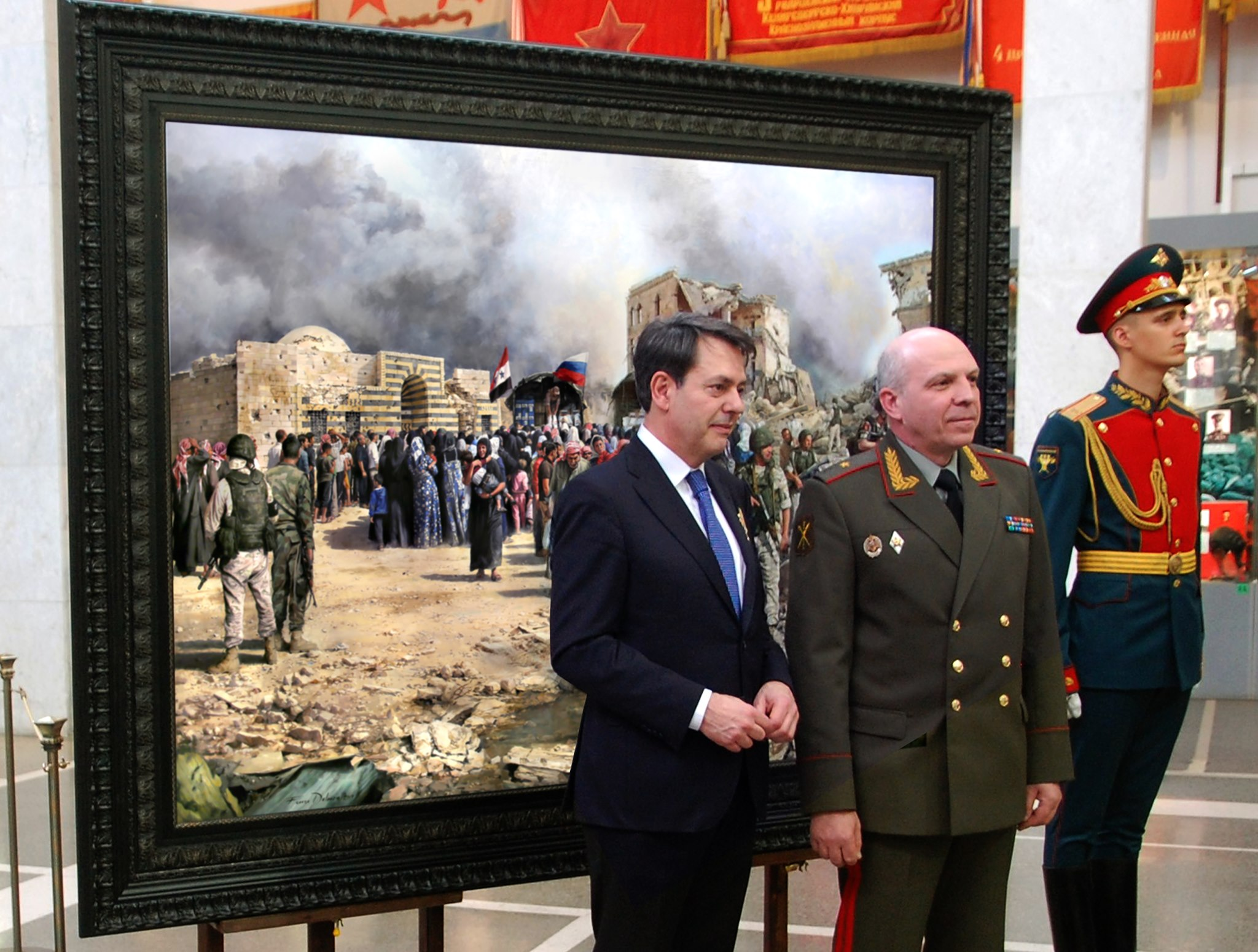
Augusto Ferrer-Dalmau recibiendo la condecoración el día de la presentación de su obra.

Ferrer-Dalmau viajó a inicio de 2018 a Siria y estuvo presente en la base aérea de Jmeimim de la Fuerza Aérea Rusa, que se encuentra en territorio sirio desde 2015 en apoyo del gobierno de Bashar Al-Ásad en la guerra civil siria, en dicho viaje ya había desarrollado un bosquejo de la futura pintura.
En 2019 volvió a irse a Jmeinim para pasar a Alepo, la ciudad siria más poblada y que se recuperaba de los estragos de la batalla de 2016, allí la presencia rusa colaboraba con el gobierno sirio en todo lo que era la atención humanitaria a los civiles, Ferrer-Dalmau decidió inspirarse en ese escenario para su obra:

Iba con la mente en blanco. Voy a un sitio que no conozco, con un Ejército que no conozco… ¿qué voy a pintar? (...) Después de ver muchas situaciones, y de ver el frente, y de estar con los soldados, vi el cuadro. Casi fue fácil.

La obra se terminó en abril de 2019, el escritor Arturo Pérez-Reverte y a su vez amigo de Ferrer-Dalmau fue quien le puso el nombre a la pintura. Finalizada fue obsequiada al gobierno de la Federación Rusa que la instaló en el salón de la Victoria del Museo Central de las Fuerzas Armadas en Moscú.

### Reconocimiento ruso
Ferrer-Dalmau fue condecorado por el Ministerio de Relaciones Exteriores de Rusia con la medalla de «Por el Fortalecimiento de la Hermandad de armas» a medianos de 2019 en la presentación al público de su obra en el museo, estuvieron presente en la reunión la portavoz de la cancillería rusa María Zajárova, el embajador ruso en España Yuri P. Korchagin y el escritor Pérez-Reverte.